# Tapilula (kommun)
Tapilula är en kommun i Mexiko.   Den ligger i delstaten Chiapas, i den sydöstra delen av landet, 700 km öster om huvudstaden Mexico City.
Följande samhällen finns i Tapilula:
- Tapilula
- San Francisco Jaconá
- Portaceli
- Videme de Ocampo 1ra. Sección
- Zaquínguez
- Portacelis Parte Media
- San Isidro
- Pajonal Porte Baja
- San Vicente Agua Clara
- Santa Cruz
- Videme